# Esmaltografía

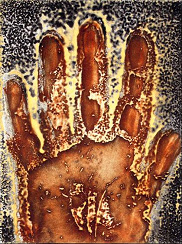
"Mano Poderosa", 2008. Esmaltografía de Jesús Iglesias.

La esmaltografía es una técnica de producción de obras gráficas mediante la aplicación de esmalte de baja temperatura sobre láminas de acero, cobre o cinc, lo que permite lograr diferentes texturas susceptibles de ser aprovechadas para la impresión de estampas.

## Antecedentes
El término esmaltografía fue acuñado por Aurora Cepeda Guerrero en colaboración con otros maestros de la Escuela Nacional de Artes Plásticas de la Universidad Nacional Autónoma de México: Lourdes Alaniz; Ivonne López; Silvia Rodríguez Rubio y Alejandro Pérez Cruz, quienes a fines de la década de los noventa desarrollaron el uso de los esmaltes de baja temperatura aplicados sobre un soporte metálico para ser utilizados como una plancha tradicional de grabado, creando así la conjunción de las dos técnicas de su especialidad: el esmalte y el grabado. Actualmente la esmaltografía se enseña en la Facultad de Artes y Diseño de la Universidad Nacional Autónoma de México, de donde han egresado ya numerosos especialistas en ella que están contribuyendo a su difusión.

## Soportes
El soporte para la elaboración de una esmaltografía debe ser una lámina metálica que permita la transmisión del calor necesario para fundir el esmalte, con este fin resulta adecuado el uso de la lámina de acero común, sin embargo, si se quiere trabajar la esmaltografía en conjunto con las técnicas clásicas del grabado conviene usar metales adecuados para este fin, tales como el cobre o el cinc.

## Papeles y tintas
Una de las características de la esmaltografía es la posibilidad de lograr relieves y texturas de gran espesor, por lo cual conviene utilizar papeles con un gramaje igual o superior a 250 g/m², libre de ácidos para garantizar su durabilidad. Asimismo, se recomienda usar tintas grasas, del mismo tipo que las utilizadas en el huecograbado.

## Equipamiento adicional
Es necesario contar con un hornillo eléctrico y una parrilla para el curado de las esmaltografías, así como con un tórculo para la impresión de las estampas.

## Procedimiento
La elaboración de una esmaltografía se inicia con el depósito del esmalte en polvo sobre la lámina de soporte. El control sobre el proceso de depósito, junto con la manipulación de la capa ya depositada, permite lograr formas y texturas que se fijan mediante la acción del curado con calor sobre el hornillo. El esmalte así endurecido se presta a ser entintado de manera similar a las técnicas del huecograbado para obtener estampas mediante su impresión con un tórculo.